# Kapogea
Kapogea is een geslacht van spinnen uit de  familie van de wielwebspinnen (Araneidae).

## Soorten
- Kapogea alayoi (Archer, 1958)
- Kapogea cyrtophoroides (F. O. P.-Cambridge, 1904)
- Kapogea sellata (Simon, 1895)
- Kapogea sexnotata (Simon, 1895)